# John Parnell
Sir John Parnell, Tòng Nam Tước thứ hai là Bộ trưởng Tài chính Nghị viện Ireland trong thế kỷ thứ mười tám. Ông là ông cụ của Charles Stewart Parnell. Ông được biết với việc đã chống lại Đạo luật Liên minh giữa hai vương quốc Anh và Ireland năm 1801.